# Jugoslawische Eishockeyliga 1948/49
Die Saison 1948/49 war die achte Spielzeit der jugoslawischen Eishockeyliga, der höchsten jugoslawischen Eishockeyspielklasse. Meister wurde zum insgesamt zweiten Mal in der Vereinsgeschichte der KHL Mladost Zagreb.

## Modus
In der Hauptrunde wurde die Liga in drei Gruppen mit je drei Teilnehmern eingeteilt. Die Mannschaften der Gruppe A spielten den Meistertitel unter sich aus, während die Mannschaften der Gruppe B um den vierten Platz und die Mannschaften der Gruppe C um den siebten Platz spielten. Für einen Sieg erhielt jede Mannschaft zwei Punkte, bei einem Unentschieden gab es einen Punkt und bei einer Niederlage null Punkte.

## Hauptrunde

### Gruppe A
|    | Klub                | Sp | S | U | N | T | GT | Punkte |
| -- | ------------------- | -- | - | - | - | - | -- | ------ |
| 1. | KHL Mladost Zagreb  | 2  | 1 | 0 | 1 | 9 | 7  | 2      |
| 2. | HK Partizan Belgrad | 2  | 1 | 0 | 1 | 6 | 5  | 2      |
| 3. | HK Ljubljana        | 2  | 1 | 0 | 1 | 3 | 6  | 2      |

Sp = Spiele, S = Siege, U = Unentschieden, N = Niederlagen

### Gruppe B
|    | Klub                  | Sp | S | U | N | T  | GT | Punkte |
| -- | --------------------- | -- | - | - | - | -- | -- | ------ |
| 4. | HK Tekstilac Varaždin | 2  | 2 | 0 | 0 | 13 | 1  | 4      |
| 5. | HK Sparta Subotica    | 2  | 1 | 0 | 1 | 5  | 8  | 2      |
| 6. | S.D. Zagreb           | 2  | 0 | 0 | 2 | 4  | 13 | 0      |

Sp = Spiele, S = Siege, U = Unentschieden, N = Niederlagen

### Gruppe C
|    | Klub               | Sp | S | U | N | T  | GT | Punkte |
| -- | ------------------ | -- | - | - | - | -- | -- | ------ |
| 7. | HK Naprijed Sisak  | 2  | 2 | 0 | 0 | 22 | 3  | 4      |
| 8. | HK Belgrad         | 2  | 1 | 0 | 1 | 8  | 4  | 2      |
| 9. | HK Korana Karlovac | 2  | 0 | 0 | 2 | 5  | 28 | 0      |

Sp = Spiele, S = Siege, U = Unentschieden, N = Niederlagen